# عملية نهرية
في الجيولوجيا توصف العمليات النهرية أنها تلك العمليات أو الحوادث الجيولوجية التي تحدث بشكل مترافق مع الأنهار والجداول، وكذلك الرواسب وشكل الأرض بسبب حركتها. عندما تحدث تلك العمليات في المناطق الباردة وتترافق مع المثلجات والصفائح الجليدية والغطاء الجليدي يطلق عليها العمليات النهرية الجليدية (أو الجليدية النهرية).
تتضمن العمليات النهرية أيضاً كل من نقل الرواسب ووعمليات الحت والتعرية على قاع مجاري الأنهار.